# Нойман, Георг
Георг Нойман (нем. Georg Neumann, 1898—1976) — немецкий изобретатель, предприниматель, основатель микрофонного бренда Neumann.

## Биография
Георг Нойман родился в семье железнодорожника в немецком посёлке Корин. Нойман проходил стажировку в телекоммуникационной компании Mix & Genest, после чего устроился на работу в AEG Берлин. Там он познакомился с Ойгеном Райсом, известным производителем качественных угольных микрофонов. В 1923 году Райс ушёл из компании, а Нойман присоединился к нему. Георг Нойман был одним из разработчиков нового угольного микрофона «Маркони-Райс» с корпусом из мрамора, получившего чрезвычайное распространение в конце 20-х и начале 30-х годов.
В 1928 году Георг Нойман создал собственную компанию Georg Neumann GmbH. Он занимался производством конденсаторных микрофонов, обеспечивающих высокую чистоту передачи звука. На Олимпиаде-1936 в Берлине демонстрировался микрофон CMV3, основанный на капсюле M7, который прозвали «бутылкой Ноймана» из-за характерной формы. В 1940 году появился логотип компании в виде стилизованной буквы «N». Во время войны здание компании в Берлине было повреждено и производство перенесли в Гефелль. На основе капсюля M7 была выпущена целая серия микрофонов Neumann. В 1947 году компания выпускает конденсаторный микрофон U47, работавший на основе радиолампы Telefunken VF14. U47 был любимым микрофоном Джорджа Мартина и использовался на студийных записях The Beatles 1962—1970 годов.
В 1956 году после Второй мировой войны филиал Neumann в Гефелле оказался на территории ГДР. Несмотря на попытки Ноймана продолжать сотрудничество между отделениями в Берлине и Гефелле, в 1972 году восточногерманская компания была национализирована и переименована в VEB Mikrofontechnic. Фабрика продолжала выпуск микрофонов марки RFT.
В 1976 году Георг Нойман умер. В 1989 году семья инженера решила передать управление Neumann другой немецкой компании — Sennheiser. С 1991 года компания Neumann становится важной и самостоятельной частью группы компаний Sennheiser, сохранив штаб-квартиру и центр инженерных разработок в Берлине. В Ганновере было специально организовано самое современное производство оборудования под маркой Neumann, включая стерильную линию ручной сборки микрофонов.